# Hippodrome de Freudenau

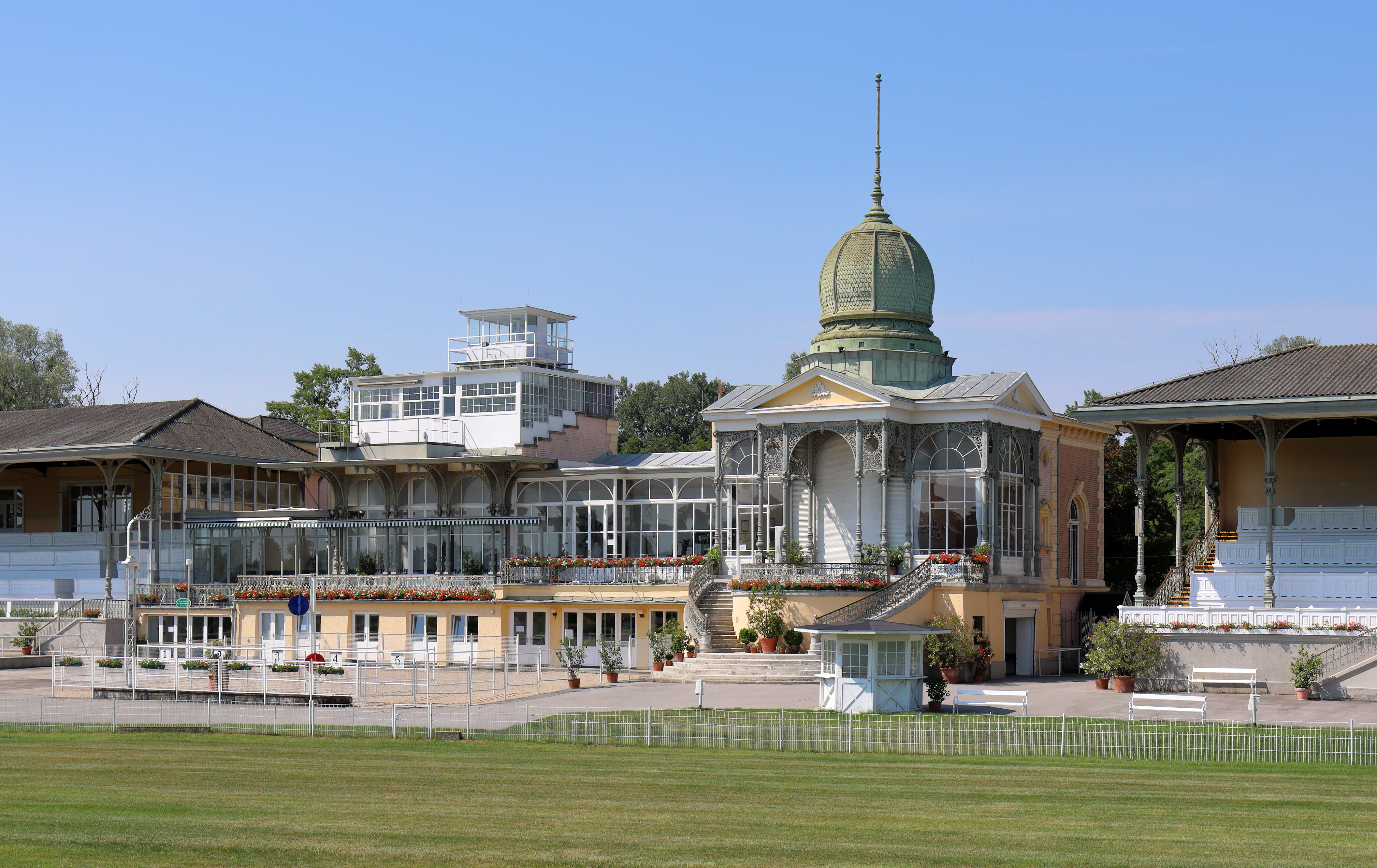
L'ancienne «tribune de cour» de l'hippodrome

L'Hippodrome de Freudenau est le plus vieil hippodrome de Vienne, ouvert en 1839 pour les courses de chevaux dans le quartier de Leopoldstadt.

## Emplacement
Le circuit hippique est situé dans le quartier éponyme de Freudenau, une ancienne zone humide à l'est du Prater de Vienne. Conservé dans son style historiciste, le complexe se distingue par sa délicate architecture en fonte. Il comprend cinq tribunes . L'ensemble de l'établissement est un bâtiment classé.

## Histoire

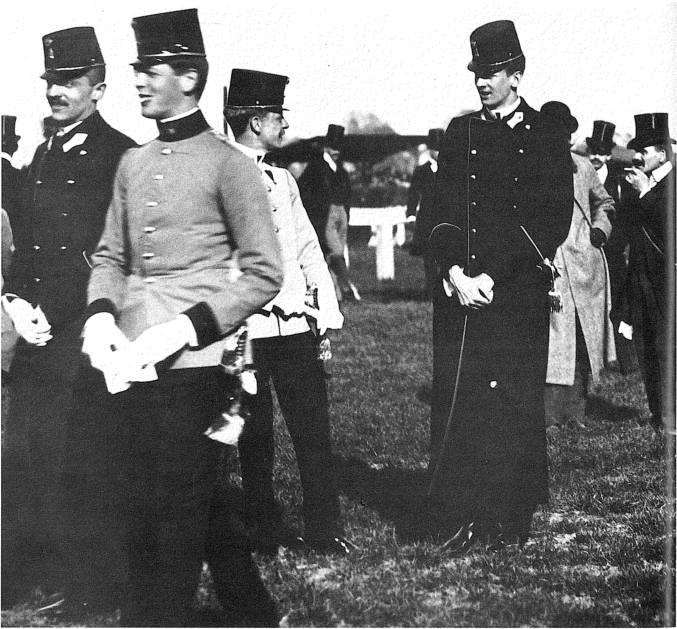
Haute société sur l'hippodrome de Freudenau en 1902

La course d'ouverture de la piste créée par le comité de course sur le Fleischhacker-Wiese eut lieu le 4 mai 1839. Long de deux milles anglais, la longueur du nouvel hippodrome correspond à celle utilisée jusqu'alors sur le Simmeringer Haide, où le terrain est estimé meilleur pour la course.
En 1858, en présence de l'empereur François-Joseph (1830–1916), les tribunes sont inaugurées, conçues par l'architecte Karl von Hasenauer (1833–1894) et construites par son frère, le charpentier de la cour Christoph Hasenauer. Le premier Derby d'Autriche y a eu lieu en 1868. En 1870, la tribune de la cour conçue par l'architecte de Budapest Adolf Feszty (1846–1900) a été construite, qui se composait d'une loge pour l'empereur (Kaiserloge) et de deux loges latérales. Un incendie détruisit une partie des tribunes en 1883. De 1885 à 1887, selon les plans de l'architecte Josef Drexler (1850–1922), les éléments détruits ont été reconstruits en utilisant une méthode de construction plus stable, et les bâtiments du pari, de l'administration et des étables ont été construits.
Le lundi de Pâques 26 avril 1886 et le sixième jour de la réunion de printemps, les chemins de fer d'État ont ouvert la ligne desservant l'hippodrome de Freudenau. Ce jour-là, pour la première fois, il était possible de se rendre sur le parvis de l'hippodrome en train de voyageurs depuis la Gare de l'Ouest sans changer de train.  

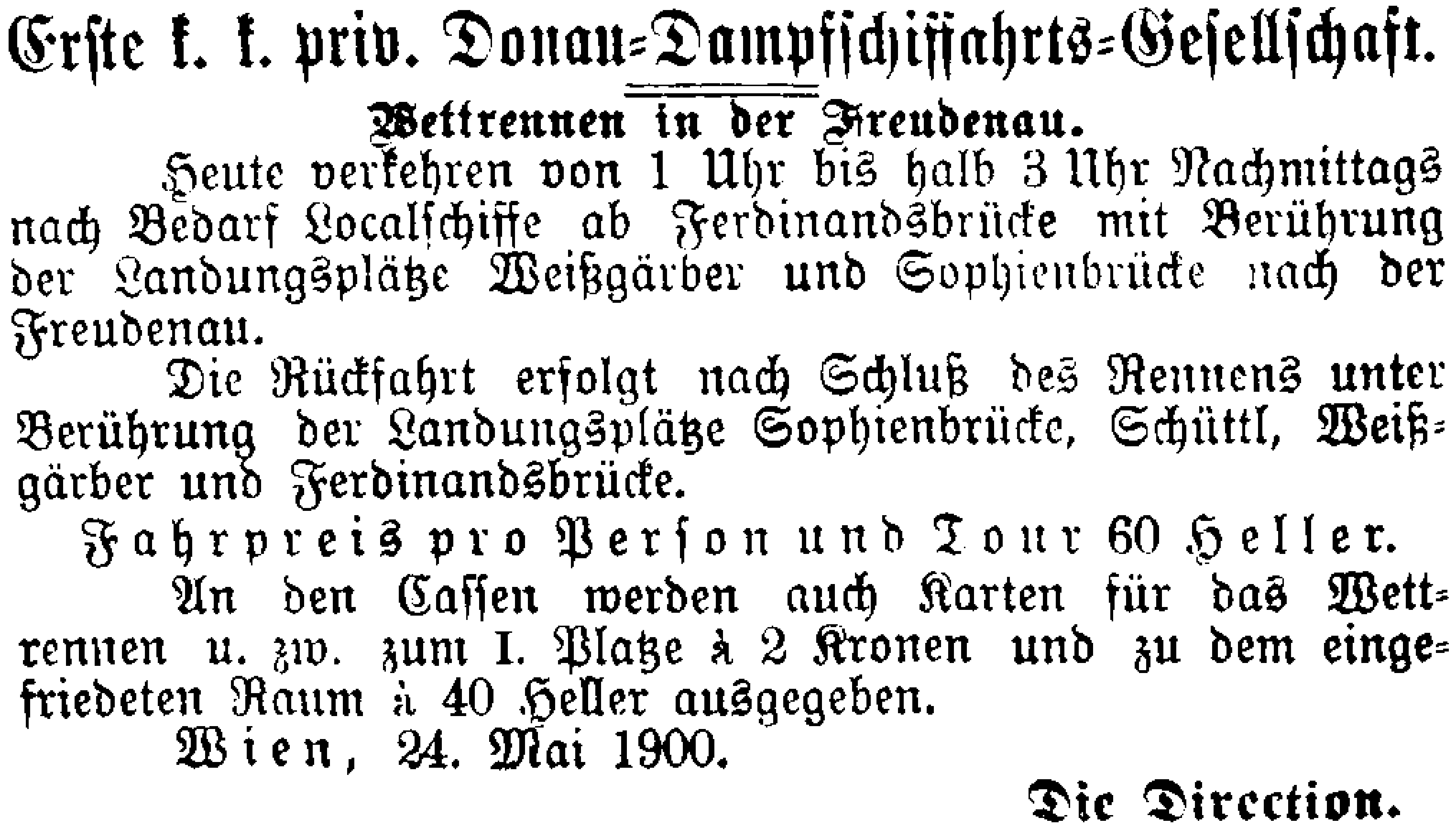
Publicité : Excursion en bateau sur le canal du Danube de Ferdinandsbrücke à Freudenau (1900)

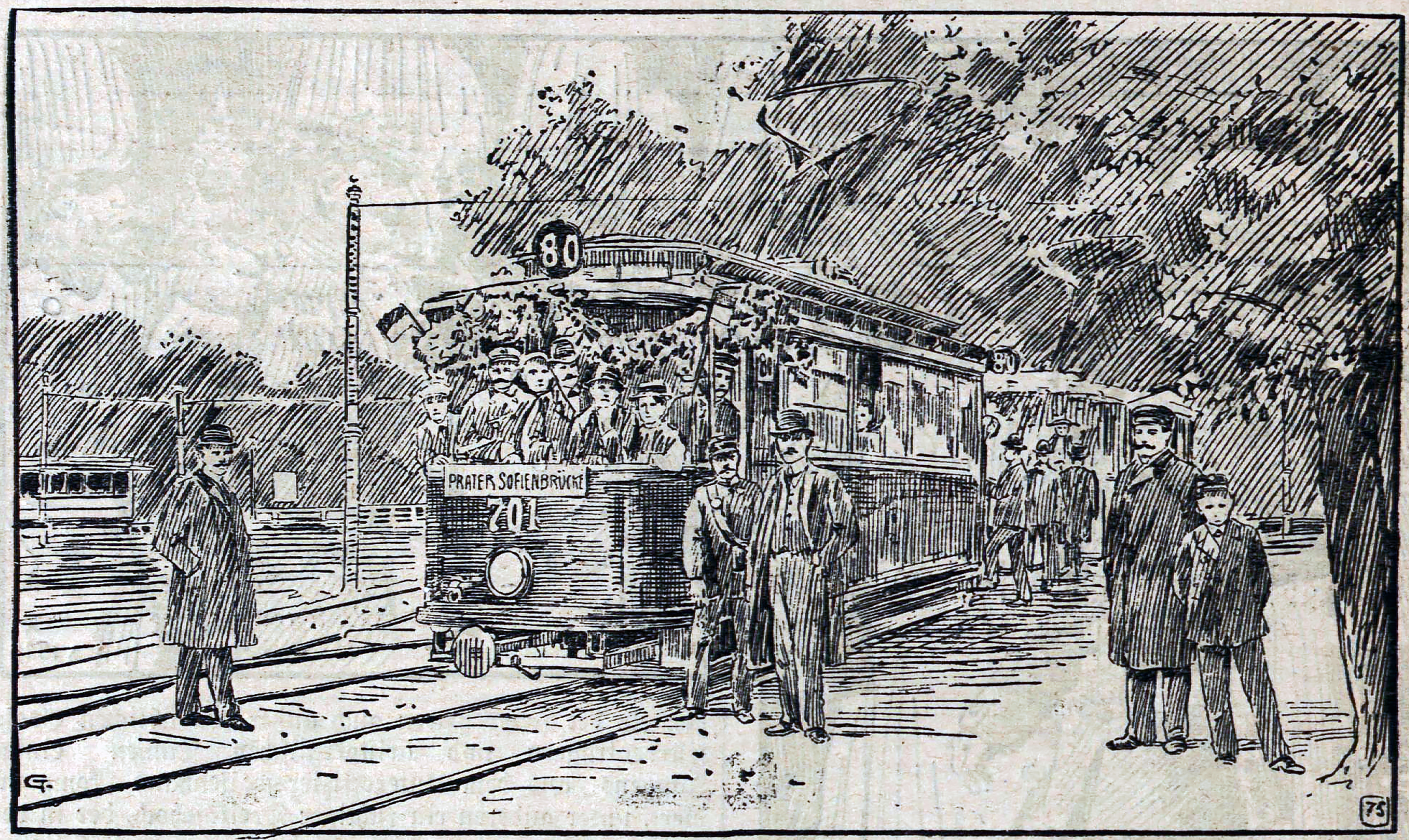
Ouverture de la ligne de tramway 80, Lusthaus (-Freudenau), 2 septembre 1909.

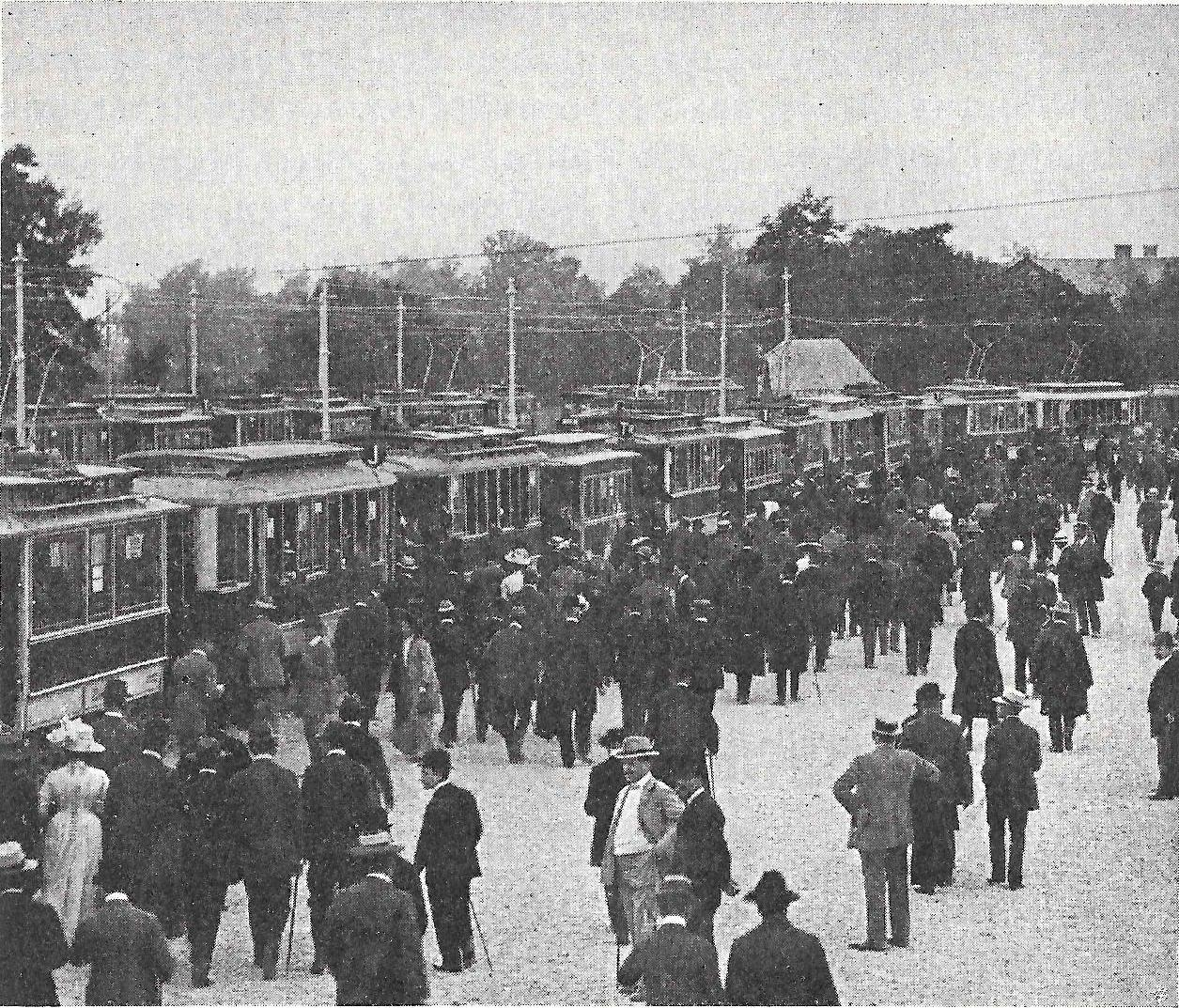
Trafic de tramway intense un jour de course (vers 1910)

Afin de faire face à la grande foule les jours de course, à partir de 8 septembre 1909 et jusqu'au 3 juin 1951 une longue ligne de tramway de 3,5 km permettait d'aller de la Schottentor jusqu'à l'Hippodrome . Après 1969, l'hippodrome de Freudenau n'était accessible qu'en bus .
Pendant la Seconde Guerre mondiale, une grande partie de l'hippodrome a été dévastée par des cratères de bombes et les écuries ont été gravement endommagées. La reconstruction ultérieure a eu lieu à l'automne 1945 avec le soutien de l'ambassade du Royaume-Uni. En 1967, la République d'Autriche a acheté le circuit hippique de Freudenau. De 1975 à 1977, une partie de la zone a été construite avec l'autoroute de l'Est. Les tribunes et la piste ont été rénovés en partie de 1983 à 1986.
En 1991, l'IRM Interrace Rennbahn Management GmbH a été fondée pour le développement de la zone . Pour ce faire elle obtient un contrat de gestion des 101 hectares du site y compris le golf de Vienne et rachète la société des paris. Romée d´Harambure, copropiétaire de la IRM fait venir le Paris Mutuel International filiale du PMU pour la réorganisation des courses, laquelle rembourse la totalité des dettes de l´association de courses locale. Malgré cela elle ne reçoit pas la concession nécessaire de la part du gouvernement autrichien.
L'IRM organise encore sporadiquement quelques courses de chevaux et propose l'hippodrome comme lieu pour toutes sortes d'événements . Elle a développé le plan «Jardins de Vienne», dans lequel les tribunes historiques et le Rondo doivent être préservés comme refuge pour les sports équestres, la détente et la santé. Une réhabilitation du site est prévue et fait l´objet de négociations .
La Kaiserloge de la Rennplatz peut être louée pour des événements. Lors du concert du Nouvel An de l'Orchestre philharmonique de Vienne en 2016, le premier des deux intermèdes de ballet a été filmé dans et devant la loge impériale.

## Voir également
- Hippodrome de Krieau
- Liste d'hippodromes

## Littérature
- Walter Binnebös: Courses de chevaux à Vienne. Du Prater Hauptallee en 1778 et du Simmeringer Heide à Kottingbrunn et Freudenau. Prachner, Vienne 1980,  (ISBN 3-85367-034-2)

## Liens web
- Site Internet de l'hippodrome de Freudenau
- Alt-Wiener Fiakerrennen in der Freudenau. Dans: Wiener Illustrierte.